# Хулио Олартикоечеа
Хулио Олартикоечеа (на испански: Julio Olarticoechea) е аржентински футболист, защитник и треньор.

## Кариера
Значителна част от кариерата на Хулио Олартикоечеа преминава в Расинг Клуб, но той успява да играе и в други 2 гранда на аржентинския футбол – Ривър Плейт и Бока Хуниорс. Също така играе за кратко в Нант и Архентинос Хуниорс, и завършва кариерата си в Депортиво Мандию.
През периода 1982 – 1990 г., Олартикоечеа е част от 3 световни първенства. През 1986 г. той става световен шампион, игра във всичките 7 мача на националния отбор. През 1990 г. той помага на отбора да стигне до финала, в който аржентинците губят от Германия. На този турнир, Олартикоечеа изиграва 5 мача.

## Отличия

### Отборни
Ривър Плейт
- Примера дивисион: 1981 (Н)

### Международни
Аржентина
- Световно първенство по футбол: 1986